# Émile Amoros
Émile Amoros (né le 26 août 1995) est un navigateur français.
Il a participé à l'épreuve 49er aux Jeux olympiques d'été de 2020, se classant 15e sur 19.

## Biographie
Émile Amoros a grandi à Saint-Sébastien-sur-Loire avant de déménager à Pornic à l'âge de 7 ans, où il vit toujours. Il commence à faire de la voile sur l'encouragement de son père. Après plusieurs stages, il se lance dans la compétition en Optimist dès l'âge de 9 ans.
Émile rencontre Lucas Rual à la section Sport Études de La Baule, d'abord en tant qu'adversaires, partageant souvent les podiums avec lui. En septembre 2012, ils décident de s'associer pour naviguer sur un 29er, un dériveur double. Dès leur première saison, ils remportent le Championnat du monde de la discipline à Chypre, suivi d'un deuxième titre mondial l'année suivante.
Ils passent ensuite au 49er, une série olympique, où ils obtiennent plusieurs top 10 aux niveaux européen et mondial. Étudiant en kinésithérapie, Émile Amoros choisit de mettre ses études en pause pour se consacrer entièrement à son projet olympique. Cet objectif se concrétise en décembre 2019 lors du championnat du monde à Auckland, où ils terminent à la 7e place mondiale et se qualifient pour les Jeux Olympiques de Tokyo.

## Palmarès
- 2022
  - 4ème - Coupe du Monde à Amsterdam
  - 5ème - Semaine Olympique
- 2021
  - Participation aux Jeux Olympiques de Tokyo
- 2019
  - 7ème au championnat du monde Senior en Nouvelle Zélande